# Wall of Books (Mika Vandborg-album)
Wall of Books er det tredje studiealbum af den danske guitarist og sangskriver, Mika Vandborg. Albummet udkom 18. februar 2013 hos Gateway Music.
Som med forgængeren, albummet "2010", havde Vandborg gjort flittigt brug af en række andre gæstemusikere på "Wall of Books" - blandt andre Palle Hjorth og brødrene Lars og Troels Skjærbæk samt de mange-årige venner Mark Linn og bassisten Peter Kjøbsted. Sidstnævnte var også blevet del af Vandborgs - på det tidspunkt - nye projekt, Electric Guitars, der var etableret året forinden.
Albummet handler overordnet om savn og håb, og er ifølge Vandborg selv en hyldest til sin afdøde far, Bent Vandborg Sørensen, og dennes rige pladesamling, der skulle have inspireret en meget ung Mika til selv at blive musiker.

## Spor
1. "Wall of Books" - (04:54)
2. "Twelwe Keys of Reprise" - (06:07)
3. "Ocean Boulevard" - (06:15)
4. "Doing Fine" - (05:28)
5. "Your Voice" - (05:46)
6. "Robert F. Fox 1944" - (05:28)
7. "Forever and a Day" - (05:08)
8. "Hall Full of Music" - (04:31)
9. "Blues for BVS" - (06:44)